# 加拿大童軍總會
加拿大童軍總會（法語：Association des Scouts du Canada，簡稱ASC），與加拿大童軍同為世界童軍運動組織的加拿大童軍運動正式成員組織。兩組織在語言與宗教方面有非常大的差異。即使加拿大童軍擁有法語會員，然而大多數的法語成員仍然選擇不參與英語為主體的童軍活動，因此加拿大童軍總會主要服務的就是這些法語成員。